# 弗里德里希·蒂特延

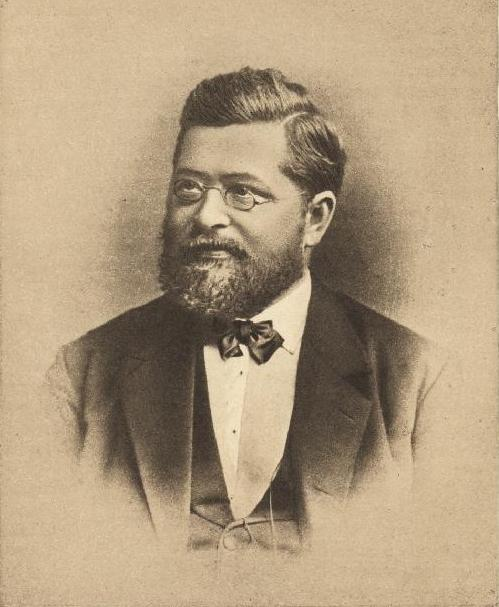
弗里德里希·蒂特延

弗里德里希·蒂特延（德語：Friedrich Tietjen，1832年10月15日—1895年6月21日）是一名德國天文學家。
他從1874年直到他去世的那年1895年都一直擔任天文学计算研究所（ARI）的主任。
| 86 Semele | 1866年1月4日 |